# Fabien Sevilla
Fabien Sevilla (* 27. Dezember 1971 in Vevey) ist ein Schweizer Jazz-Bassist.

## Leben und Wirken
Sevilla studierte am Conservatoire de Jazz in Montreux (Diplom 2000), außerdem ein Jahr an der New School Jazz in New York Kontrabass, Piano und Komposition bei Reginald Workman, Buster Williams, Andy McKee und Gary Dial, anschließend klassischen Kontrabass am H.E.M. Lausanne (Diplom 2008). Ab den 1990er-Jahren spielte er in der Schweizer Jazzszene u. a. mit Jérôme Berney, Malcolm Braff, François Lindemann, Marcel Papaux, Norbert Pfammatter, außerdem in den Vereinigten Staaten mit Kyoko Kitamura, Andy Milne und Ras Moshe. Mit eigenen Projekten gastierte er ab 1988 auf verschiedenen Festivals, wie dem Montreux Jazz Festival, Jazz à Juan, Jazz d’Avignon und dem Festival de Jazz de la Défense auf. Seit 2009 trat Sevilla auch als Solist auf. 2010 erschien sein Soloalbum Kôans – Contrebasse Solo (Altrisuoni), gefolgt von Expansion (Unit Records, 2013). Daneben leitet er das Trio Format A’3, mit Thierry Romanens und Jérôme Berney. Ferner wirkte er bei verschiedenen Tanz- und Filmprojekten (wie der Musik zum Stummfilm La Vocation d’André Carel (1925) von Jean Choux) mit und unterrichtet Kontrabass in Lausanne, Zürich und der École Internationale de Genève. Im Bereich des Jazz war er zwischen 1999 und 2006 an sechs Aufnahmesessions beteiligt, mit Format A Trois (mit Alexis Gfeller und Patrick Dufresne) und Soweto Kinch.